# Magnus Riisnæs
Magnus Riisnæs, né le 4 novembre 2004 à Lørenskog en Norvège, est un footballeur norvégien qui évolue au poste de milieu central au FK Bodø/Glimt.

## Biographie

### En club
Né à Lørenskog, dans le comté de Viken en Norvège, Magnus Riisnæs commence le football dans le club local du Lørenskog IF (en). Il est ensuite formé par le Vålerenga Fotball. Devenant un pilier de l'équipe des moins de 16 ans, il est récompensé le 13 janvier 2020 en signant un premier contrat professionnel de trois ans, soit jusqu'en décembre 2022. Il est alors considéré comme l'un des plus sûrs espoirs du club.
Il joue son premier match en professionnel le 25 juillet 2021 face au FK Lyn, lors d'une rencontre de coupe de Norvège. Il entre en jeu à la place de Fredrik Oldrup Jensen et son équipe s'impose sur le score de quatre buts à zéro. Il joue son premier match dans l'Eliteserien contre le Mjøndalen IF, le 5 décembre 2021. Vålerenga s'impose ce jour-là sur le score de deux buts à zéro.
Riisnæs inscrit son premier but en professionnel le 13 mai 2023, à l'occasion d'une rencontre de championnat face au FK Haugesund. Titulaire, il est l'auteur du but égalisateur de son équipe,.
Le 11 juin 2023, Riisnæs prolonge son contrat avec le Vålerenga Fotball de quatre années supplémentaires, soit jusqu'en juillet 2027,.

### En sélection
Magnus Riisnæs représente l'équipe de Norvège des moins de 17 ans, jouant au total trois matchs avec cette sélection.
Il est sélectionné avec les moins de 18 ans, jouant au total six matchs, tous en 2022.
Riisnæs joue avec les moins de 19 ans à partir de 2022. Il marque son premier but avec cette sélection le 22 mars 2023, lors d'une victoire des Norvégiens contre la Roumanie (4-0 score final).

## Vie privée
Magnus Riisnæs est le fils de Dag Riisnæs (en), ancien footballeur international norvégien ayant notamment joué pour le Vålerenga Fotball.